# Emba (Cypr)
Emba (gr. Έμπα) – wieś w Republice Cypryjskiej, w dystrykcie Pafos. W 2011 roku liczyła 4855 mieszkańców.
Emba w dialekcie cypryjskim oznacza wejście. W centrum miejscowości znajduje się datowany na XII wiek kościół Panaja Chriseleusa, zbudowany w stylu bizantyjskim.